# Sensitività climatica
In climatologia il parametro noto come sensitività climatica è un parametro di tuning dei modelli climatici di simulazione del clima. Esso esprime, sotto forma di un fattore moltiplicativo, la risposta termica in termini di temperatura media globale del sistema climatico al raddoppio di concentrazione di anidride carbonica (gas serra) in atmosfera, un problema importante affrontato per la prima volta dal climatologo Syukuro Manabe con un suo modello climatico al GFDL nei primi anni 90' per lo studio del riscaldamento globale. Il valore di tale parametro non è noto a priori con accuratezza in quanto anche i modelli climatici più evoluti non computano esattamente il meccanismo esatto dell'effetto serra, che rimane difficile da modellizzare a partire dalla spettroscopia delle molecole di CO2, ma solo il trasferimento radiativo con il suddetto parametro, di cui  esistono delle stime più o meno accurate. Esso rappresenta una delle fonti di critica al cambiamento climatico di origine antropica portato avanti dagli scettici all'interno della controversia sul riscaldamento globale in quanto presunta fonte di incertezza sui modelli.